# 行政管理局
行政管理局是日本總務省的內部部局，負責行政機關的管理和調整。

## 歷史
- 1984年7月1日：隨著總務廳的設置，從行政管理廳變成行政管理局，成為總務廳轄下
- 2001年1月6日：隨著總務省的設置，成為總務省轄下
- 2007年4月1日：行政情報系統企劃課研修企劃官被廢除、情報系統企劃官增加到2名
- 2014年5月30日：隨著内閣人事局的設置，行政機關的機制和人員管理的事務全部歸為內閣人事局管理
- 2018年2月：獲得平成29年度人事院總裁賞

## 架構
- 局長
- 企劃調整課
  - 行政手続・制度調査室
  - 企劃官（2名）
- 行政情報系統企劃課
  - 情報系統管理室
  - 個名情報保護室
  - 共同利用中心
  - 情報系統企劃官（2名）
  - 調査官
  - 国際企劃官
- 管理官（8名）

- 調査官（2名）

## 外部連結
- 行政管理局 （页面存档备份，存于）